# Ałłaberdy Agalijew
Ałłaberdy Agalijew (ros. Аллаберды Агалиев, ur. 1914 w miejscowości Gerkez w obwodzie zakaspijskim (obecnie w etrapie garrygalijskim w wilajecie balkańskim w Turkmenistanie), zm. 28 października 1972 w Turkmeńskiej SRR) – radziecki wojskowy, kapral (jefrejtor), Bohater Związku Radzieckiego (1945).

## Życiorys
Urodził się w turkmeńskiej rodzinie chłopskiej. Miał wykształcenie podstawowe, pracował jako brygadzista brygady bawełnianej w kołchozie w rejonie kara-kalińskim w obwodzie aszchabadzkim. W kwietniu 1941 został powołany do Armii Czerwonej, od czerwca 1941 uczestniczył w wojnie z Niemcami. Brał udział w walkach obronnych pod Kijowem, w bitwie pod Stalingradem i w walkach na terytorium Polski. Jako strzelec 267 gwardyjskiego pułku piechoty 89 Gwardyjskiej Dywizji Piechoty 5 Armii Uderzeniowej 1 Frontu Białoruskiego w stopniu kaprala 14 stycznia 1945 brał udział w walkach na przyczółku magnuszewskim, gdzie zabił wielu hitlerowców. Potem jako jeden z pierwszych przeprawił się przez Pilicę i unicestwił działon wrogiego karabinu maszynowego, przez co ułatwił sforsowanie rzeki przez kompanię i opanowanie przez nią wsi Michałów Górny. 27 lutego 1945 został za to nagrodzony Złotą Gwiazdą Bohatera Związku Radzieckiego i Orderem Lenina. Po wojnie został zdemobilizowany, wrócił w rodzinne strony.